# Gare d'Ermont - Eaubonne
Ne doit pas être confondu avec Gare d'Ermont-Halte.
La gare d'Ermont - Eaubonne est une gare ferroviaire française de la ligne de Saint-Denis à Dieppe, située sur les territoires des communes d'Ermont et d'Eaubonne (département du Val-d'Oise). Elle se trouve à la bifurcation des lignes de Paris-Saint-Lazare à Ermont - Eaubonne, d'Ermont - Eaubonne à Champ-de-Mars (VMI) et d'Ermont - Eaubonne à Valmondois, à 14,2 km de la gare de Paris-Nord.
Nœud ferroviaire important de la banlieue nord de Paris, elle a fait l'objet d'un profond réaménagement depuis 2005 (les travaux d'infrastructure ont débuté fin 2003), qui en fait l'une des rares gares d'Île-de-France, partagée avec celle de Pontoise, à être desservie par trois lignes distinctes (le RER C, et les lignes Transilien H et J) et deux réseaux ferrés différents (Paris-Nord et Paris-Saint-Lazare).

## Situation ferroviaire
La gare d'Ermont - Eaubonne est située au sud de la commune d'Ermont à la limite de celle d'Eaubonne. Ses quais surplombent la route départementale 909 que les voies coupent perpendiculairement.
Établie au centre de la vallée de Montmorency, elle se situe au point kilométrique 14,174 de la ligne de Saint-Denis à Dieppe, ancien tronçon de la ligne de Paris-Nord à Lille avant l'ouverture du tronçon plus direct de Saint-Denis à Creil par Chantilly en 1859. Elle se situe également au PK 14,165 de la ligne de Paris-Saint-Lazare à Ermont - Eaubonne.
Les lignes d'Ermont - Eaubonne à Champ-de-Mars (VMI) et de Paris-Saint-Lazare à Ermont - Eaubonne y aboutissent. La première se joint à la ligne de Saint-Denis vers Pontoise et au-delà vers Dieppe, la seconde est en impasse. Enfin, la gare est à l'origine de la ligne d'Ermont - Eaubonne à Valmondois.
Sur la ligne de Saint-Denis à Dieppe, la gare est située après la gare du Champ de courses d'Enghien et précède la gare de Cernay.

## Histoire

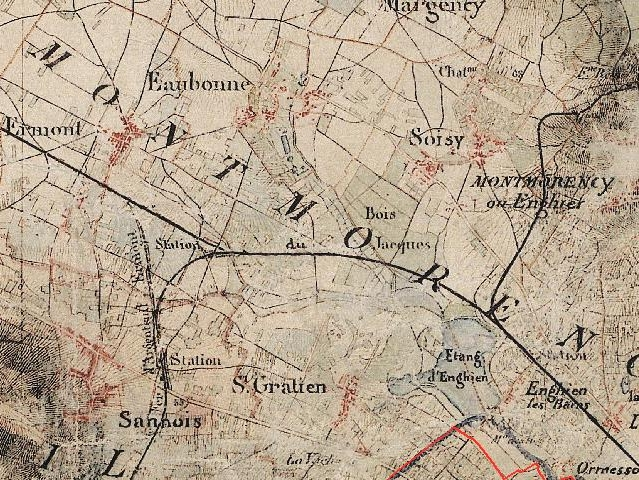
Situation vers 1870 : seul l'embranchement Ermont - Sannois - Argenteuil vers Paris-Saint-Lazare est alors construit.

La première « station d'Ermont » est inaugurée le 14 juin 1846 lors de l'ouverture de la ligne de Paris à Lille et à la frontière belge par la Compagnie des chemins de fer du Nord,. Cette ligne passait alors par la vallée de Montmorency avant de bifurquer vers le nord-est à Saint-Ouen-l'Aumône et de suivre la vallée de l'Oise. Ce choix singulier - car faisant un sérieux détour au nord-ouest de Paris - répond à une logique strictement financière : en effet, le coût de construction était plus restreint en suivant les fonds de vallées, un seul ouvrage d'art d'importance (un pont sur l'Oise à Auvers-sur-Oise) étant à construire. L'itinéraire actuel, plus direct par la plaine de France et Chantilly, n'a été mis en service qu'en 1859, au prix de la construction de deux viaducs importants et d'un nouveau pont sur l'Oise à Creil, n'accordant plus dès lors qu'un rôle de desserte secondaire à cet ancien itinéraire via la vallée de Montmorency.
La « gare d'Ermont » est construite en 1er août 1863 à l'occasion de l'ouverture d'une jonction entre Argenteuil et Ermont via Sannois. En 1878, elle est déplacée à la jonction de cette ligne avec celle de Pontoise où le nouveau bâtiment voyageurs sera démoli en 2005.
Elle est renommée « gare d'Ermont - Eaubonne » en 1893.
L'ouverture de la liaison Ermont - Valmondois a lieu le 26 août 1876. La ligne des Grésillons ou des Docks reliant Ermont - Eaubonne à la gare du Nord via Gennevilliers et l'ancienne gare de La Plaine-Tramways est, quant à elle, mise en chantier en 1905 et inaugurée le 1er juillet 1908.
Comme dans beaucoup de communes d'Île-de-France, l'arrivée du chemin de fer eut pour conséquence le lotissement progressif des terres agricoles et des parcs de châteaux, à Eaubonne en particulier, et l'arrivée au début du XXe siècle d'une population d'ouvriers et d'employés séduits par le cadre, les terrains peu chers et la proximité nouvelle de la capitale. Cette nouvelle population fut à l'origine d'une profonde mutation sociale des communes concernées avec l'évolution de ces petites communes viticoles et maraîchères en « banlieues dortoir ».
Sur le réseau Nord, l'électrification arrive sur la ligne Paris/Lille par Creil le 9 décembre 1958 puis sur les lignes Paris-Bruxelles via Compiègne et Paris-Mitry-Crépy-en-Valois en 1963.
La modernisation de l'itinéraire Paris-Nord - Pontoise est alors lancée avec pour but d'améliorer les performances de cette ligne dont la fréquentation est en hausse constante avec l'urbanisation croissante de la banlieue nord et de faire disparaître les locomotives à vapeur 141 TC du dépôt des Joncherolles tractant les robustes mais spartiates voitures de banlieue Nord à la fin de 1970. En avril/mai 1969, la traction électrique est en service sur Paris - Pontoise et Pontoise - Creil, accompagnée de la signalisation par block automatique lumineux. À cette occasion, la troisième voie centrale dite de « relation » de la section Enghien-les-Bains - Ermont est banalisée (ne pas confondre avec les IPCS ou installations permanentes de contre-sens) afin de fluidifier le trafic. Les anciennes cabines 1 et 2 d'aiguillage sont remplacées par un poste… qui comprend plusieurs postes en son sein : un PRS pour la zone Enghien et un morceau du PELI MORS de la gare Saint-Lazare conçu en 1963 et démonté en deux parties (l'une installée à Ermont, l'autre à Rouen-Rive-Droite). Au poste à leviers type Mors a été ajouté ultérieurement un PRS pour la zone nord (Cernay) et un PMV pour l'entrée des voies de garage paires lors de l'arrivée de la ligne C. La ligne de Paris à Persan - Beaumont via Montsoult - Maffliers et l'antenne de Luzarches sont mises sous tension en mai 1970. Puis finalement, c'est au tour de l'antenne d'Ermont - Eaubonne à Valmondois le 11 décembre 1970. La dernière liaison à vapeur entre Paris et Ermont s'est élancée le 12 décembre 1970 à 12 h.
Le court embranchement (4 257 m) d'Ermont à Argenteuil continue à être exploité sous forme de navettes diesel (BB 66000 du dépôt de La Plaine tractant des rames Talbot) avant l'électrification de ce tronçon en avril 1983 avec installation connexe du BAL. Cette opération est poursuivie finalement sur la ligne d'Ermont - Eaubonne à Saint-Ouen-les-Docks en 1988 dans le cadre de la création de la « VMI », branche nord-ouest du RER C mis en service le 25 septembre 1988.

Illustrations anciennes
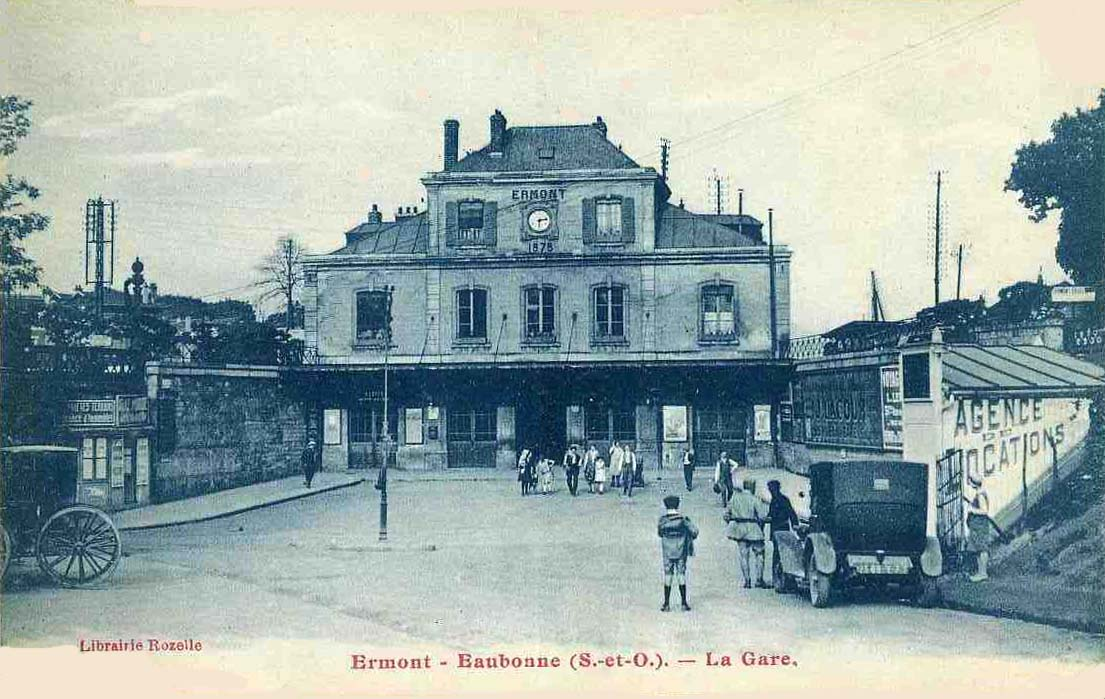
Le bâtiment voyageurs de 1878, démoli le 12 mars 2005.
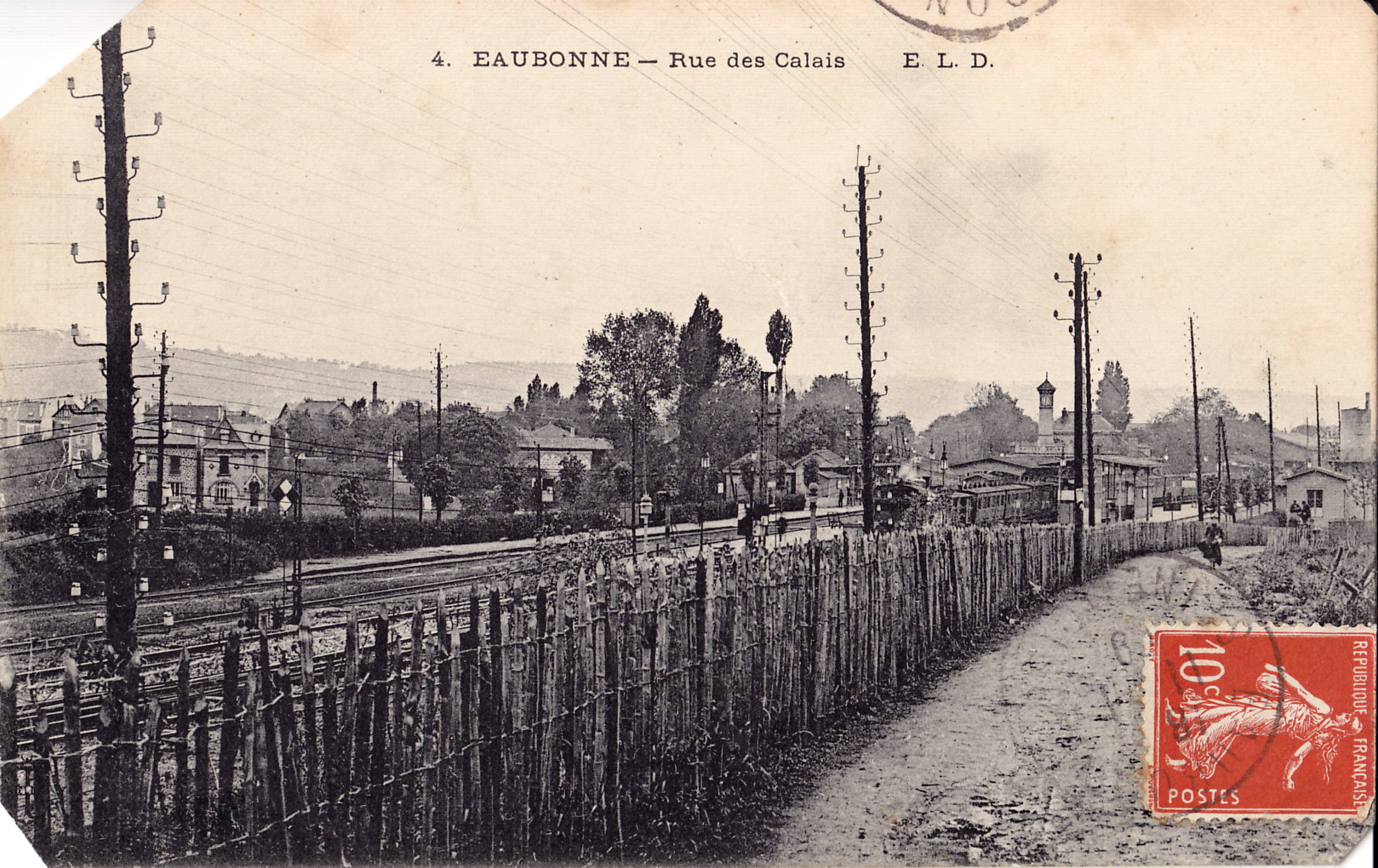
Vue de l'intérieur de la gare, vers 1909.
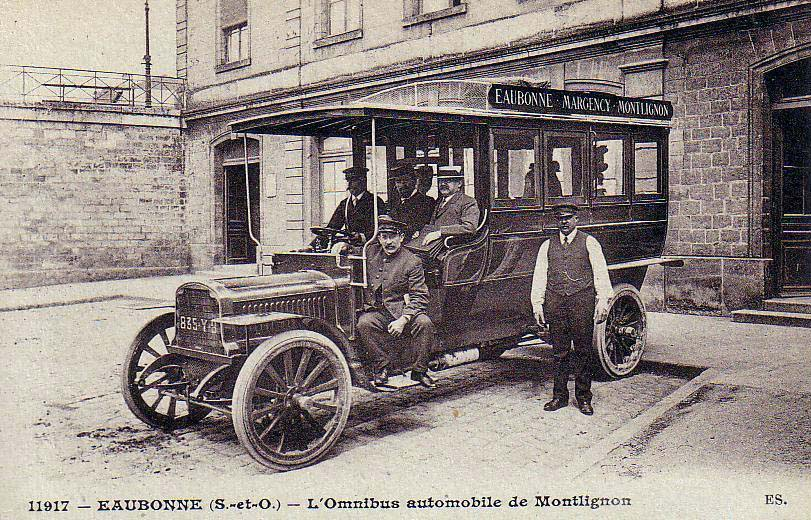
L'omnibus automobile de Montlignon, ancêtre de la ligne de bus 38.01.

À la création de la SNCF en 1938, la trame horaire était la suivante :
- un train omnibus gare du Nord - Ermont par heure ;
- un train semi-direct gare du Nord - Enghien-les-Bains - Ermont puis omnibus Pontoise par heure ;
- un train direct gare du Nord - Ermont puis omnibus Persan - Beaumont par heure ;
- un train omnibus Ermont - Saint-Ouen (ligne des docks) par heure (environ) ;
- un service irrégulier sur l'embranchement Ermont - Argenteuil assuré par autorail, essentiellement afin d'assurer les correspondances.

Depuis le 27 août 2006 et la mise en service de la liaison Ermont - Saint-Lazare, la gare est le terminus de trains de la ligne J venant de la gare Saint-Lazare à Paris, desservant au passage les gares d'Argenteuil et de Sannois, reprises au RER C.
En 2022, selon les estimations de la SNCF, la fréquentation annuelle de la gare est de 21 728 297 voyageurs.

### Un pôle multimodal

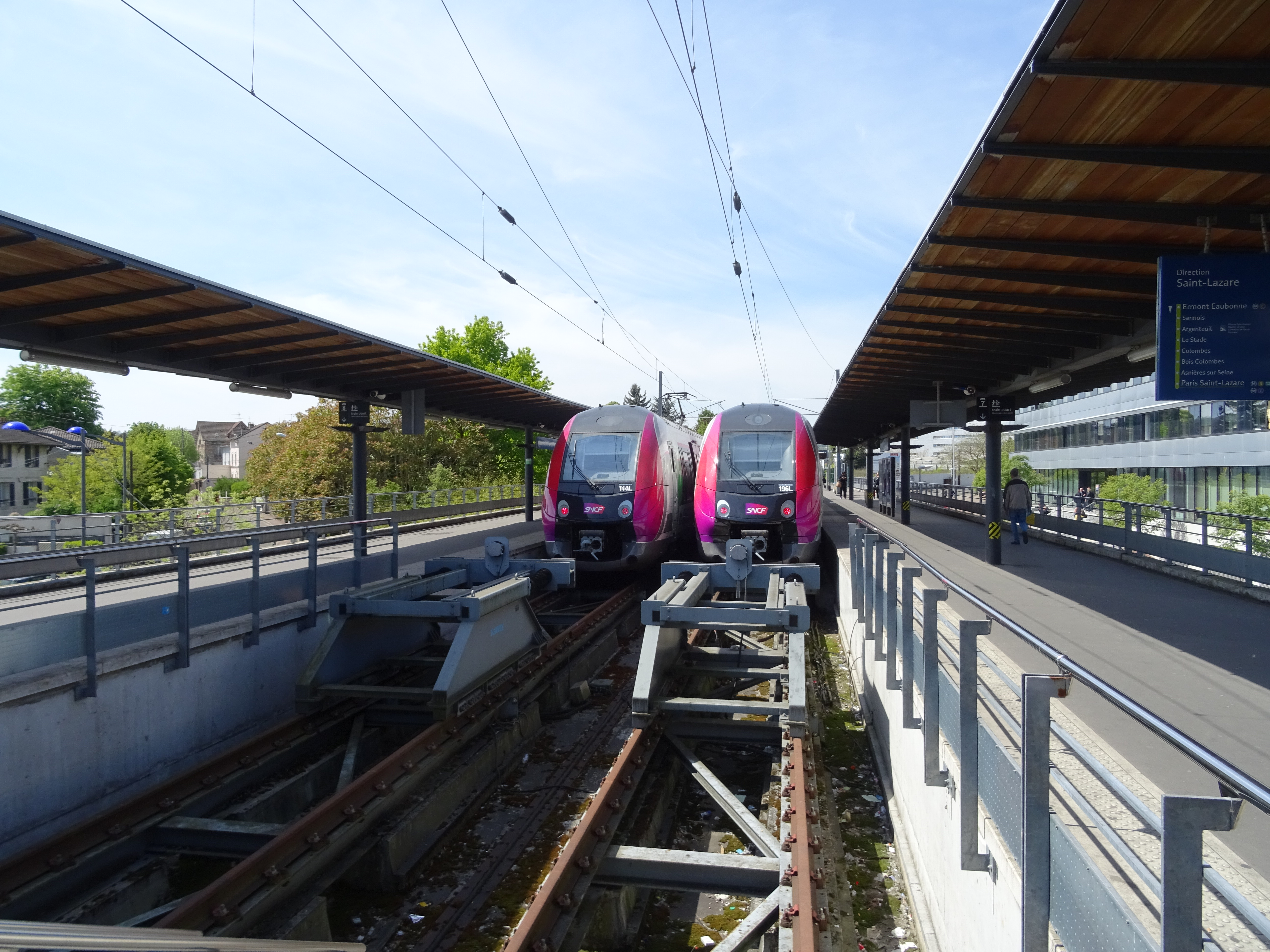
Quais des trains vers la gare de Paris-Saint-Lazare. Remarquer le heurtoir « dynamique » à absorption d'énergie.

Trop petit, situé au bout d'un long couloir d'accès aux quais, le bâtiment de la gare édifié en 1878 ne convenait plus aux besoins actuels des usagers de la gare d'Ermont - Eaubonne. L'ancienne gare routière située à l'ouest de la D 909 imposait une dangereuse traversée d'une route très fréquentée et occasionnait des accidents. Un nouveau pôle multimodal a ainsi été décidé et mis en chantier en 2005, à l'occasion de l'ouverture d'une liaison directe vers Paris Saint-Lazare, qui engendre un trafic encore accru.
Une nouvelle gare routière a d'abord été mise en service ainsi qu'un parvis sud en 2005. Un nouveau bâtiment voyageurs mieux dimensionné et adapté aux besoins actuels est en cours d'édification. Cette construction sur trois niveaux s'étendra sur 112 m de longueur et jusqu'à 25 m de largeur et sera constituée de verre et d'acier. Elle sera de fait l'ensemble de trois édifices : un bâtiment consacré à la vente des billets Transilien, un second pour la vente des billets grandes lignes et abritant quelques commerces, et un troisième destiné à la régulation de la gare routière.
Les travaux du nouveau bâtiment voyageurs ont démarré en septembre 2006. Situé au-dessus d'une nappe phréatique, il a nécessité la mise en place de 84 pieux de fondation.
L'ensemble des travaux de la première phase est financé par la région Île-de-France (112,8 M€), l'État (56,4 M€), le conseil général du Val-d'Oise (8 M€), RFF (16,3 M€) et la SNCF (2,5 M€),. Le nouveau pôle multimodal a été inauguré le 22 juin 2009.
Une seconde phase ultérieure pourrait permettre une meilleure fluidification du trafic Transilien vers la gare de Paris-Nord par la construction d'un saut-de-mouton en avant gare côté est.
Aujourd'hui, la gare d'Ermont - Eaubonne (du point de vue exploitation ferroviaire) ne comprend plus que les voies 1 à 6. l'ancien chantier de remisage qui permettait de recevoir 14 éléments, sur 7 voies, a été réduit à 4 voies dont seules 2 sont utilisées régulièrement.
Les voies 7 et 8 sont gérées par la gare d'Argenteuil (Poste Informatique) et ne font pas partie de la gare d'Ermont - Eaubonne au sens « infrastructure exploitation ».
Le Poste 1 d'Ermont comprend toujours un poste d'aiguillage tout relais à transit souple (PRS) pour la zone d'Enghien, le PELI mors de 1963 (avec quelques leviers en moins) et une nouvelle table PRS qui télécommande un PRCI pour la zone Nord-Cernay.
À l'occasion de ce vaste chantier, une zone d'aménagement concerté (Z.A.C.) a été mise en œuvre, redessinant complètement le quartier de la gare sur les territoires des communes d'Ermont et Eaubonne. Elle comprend une mise en valeur de la gare par la création de deux parvis nord et sud agrémentés de commerces et la réhabilitation du quartier avec l'édification de petits habitats collectifs sous forme d'accession à la propriété pour 70 %, de logements intermédiaires pour 20 % et de logements sociaux pour 10 %. Ce chantier devrait être achevé vers 2011,.

## Fréquentation
De 2015 à 2023, les estimations de la SNCF sont les suivantes :
| Année         | 2015       | 2016       | 2017       | 2018       | 2019       | 2020       | 2021       | 2022       | 2023       |
| ------------- | ---------- | ---------- | ---------- | ---------- | ---------- | ---------- | ---------- | ---------- | ---------- |
| Fréquentation | 21 275 454 | 21 209 815 | 22 292 293 | 23 060 542 | 22 636 877 | 12 240 896 | 20 302 286 | 21 728 297 | 21 292 129 |

## Service des voyageurs

### Accueil et services
En 2010, un guichet Transilien est ouvert du lundi au dimanche de 6 h à 1 h 25. Il est adapté pour les personnes handicapées, et dispose de boucles magnétiques pour personnes malentendantes. La gare propose en outre la vente de billets grandes lignes du lundi au samedi de 8 h à 20 h. Des automates Transilien et Grandes lignes sont également disponibles.
Un magasins de Presse Relay est présent dans le hall, ainsi que des distributeurs de boissons ou friandises. Deux parcs de stationnement payants de plus de 500 places au total sont situés à proximité.

### Desserte

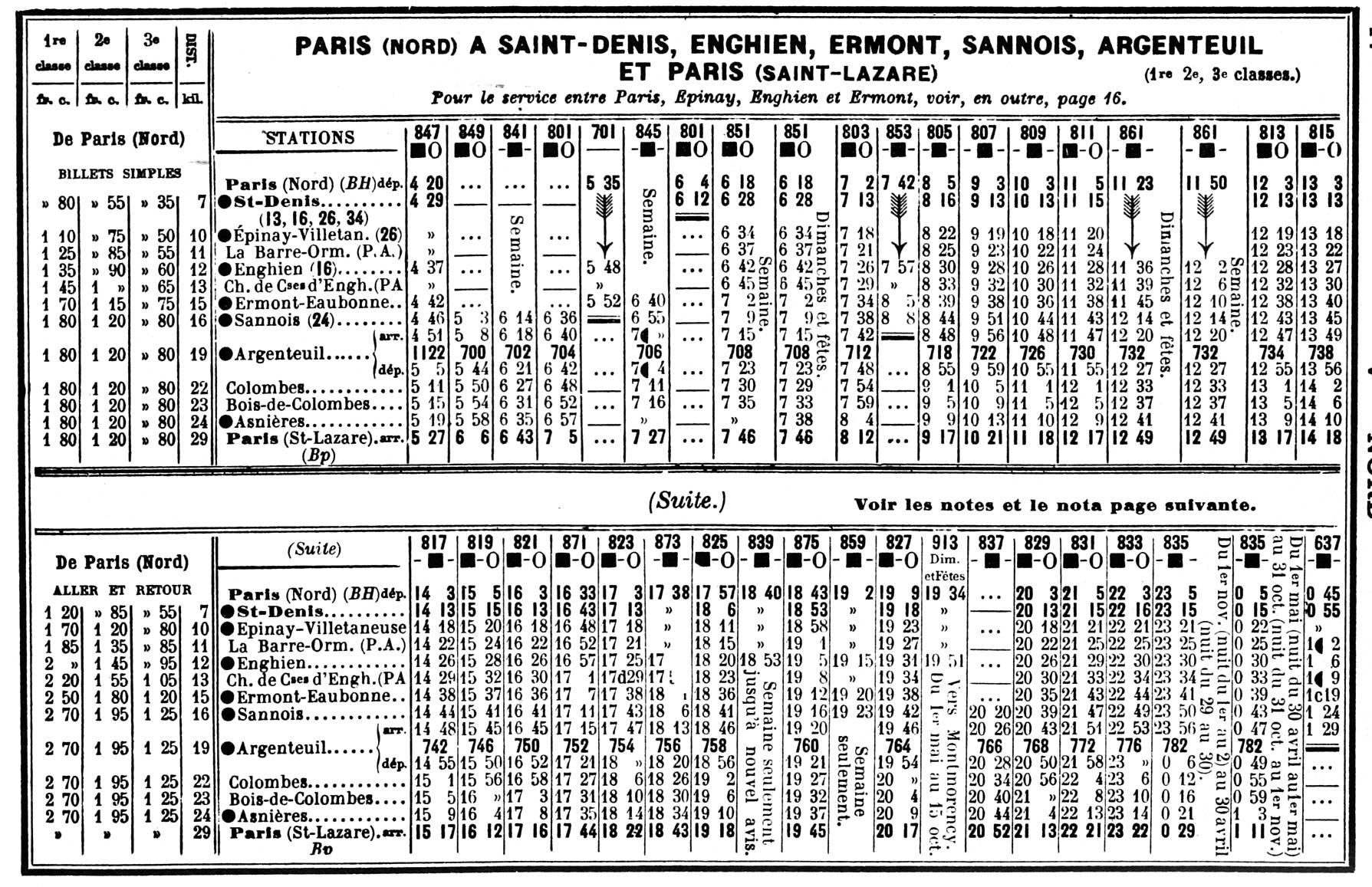
Service circulaire Paris-Nord - Saint-Denis - Enghien - Sannois - Argenteuil - Paris Saint-Lazare en 1914.

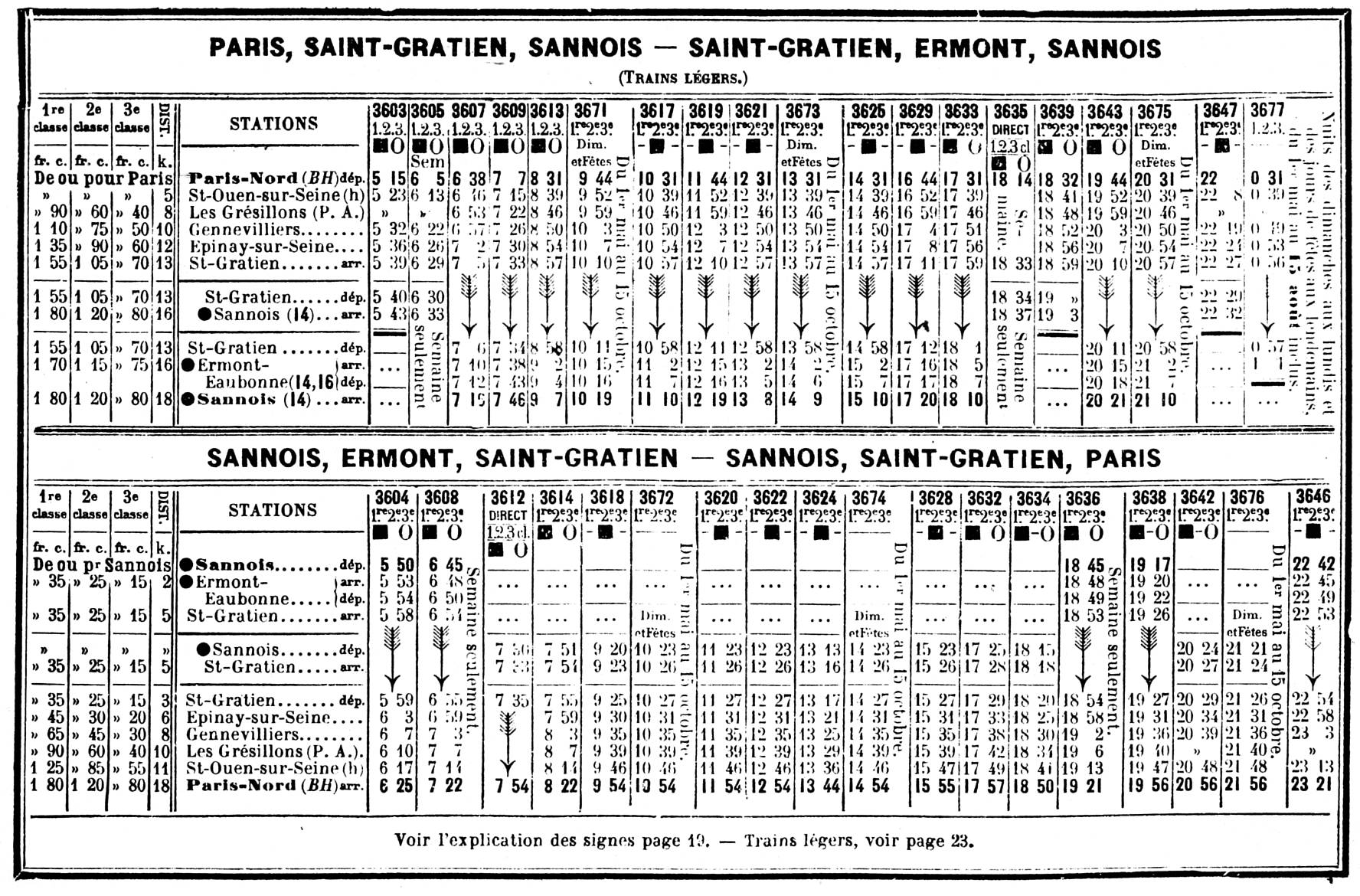
Paris-Nord - Saint-Gratien - Ermont - Sannois en 1914.

La gare d'Ermont - Eaubonne est desservie par trois lignes : la ligne H (Transilien Paris-Nord), la ligne J (Transilien Paris Saint-Lazare) et la ligne C du RER. Cette situation n'est partagée en Île-de-France qu'avec les gares de Massy - Palaiseau, Pontoise, Conflans - Fin d'Oise, Houilles - Carrières-sur-Seine, Versailles-Chantiers, Saint-Cyr et Saint-Quentin-en-Yvelines à raison :
- d'un train omnibus au quart d'heure aux heures creuses et par 12 trains par heure aux heures de pointe en provenance ou en direction de la gare du Nord. Il faut de 16 à 19 min de trajet depuis Paris ;
- d'un train omnibus au quart d'heure aux heures creuses et par 8 trains par heure aux heures de pointe sur la ligne C du RER ;
- d'un train omnibus au quart d'heure aux heures creuses et par 6 trains par heure en moyenne aux heures de pointe en provenance ou en direction de la gare Saint-Lazare. Il faut environ 25 min de trajet depuis Paris.

### Plan des voies
- Voie 1 : Direction: Pontoise ou Montigny - Beauchamp; Provenance: Massy-Palaiseau ou Pont de Rungis - Aéroport d'Orly (Dourdan aux heures de pointe); Ligne RER C
- Voie 2 : Direction: Massy-Palaiseau ou Pont de Rungis - Aéroport d'Orly (Dourdan aux heures de pointe); Provenance: Pontoise ou Montigny - Beauchamp; Ligne RER C
- Voie 3 : Direction: Pontoise; Provenance: Paris - Gare du Nord; Ligne Transilien H
- Voie 4 : Direction: Paris - Gare du Nord; Provenance: Pontoise; Ligne Transilien H
- Voie 5 : Direction: Persan-Beaumont ou Valmondois (Saint-Leu-la-Forêt); Provenance: Paris - Gare du Nord; Ligne Transilien H
- Voie 6 : Direction: Paris - Gare du Nord; Provenance: Persan-Beaumont ou Valmondois (Saint-Leu-la-Forêt); Ligne Transilien H
- Voie 7 : Direction et Provenance: Paris - Gare Saint-Lazare; Ligne Transilien J  → Terminus
- Voie 8 : Direction et Provenance: Paris - Gare Saint-Lazare; Ligne Transilien J  → Terminus

| Plan de voies de la gare avant la mise en œuvre du projet Ermont - Saint-Lazare. |  | Plan de voies de la gare après la mise en œuvre du projet Ermont - Saint-Lazare. |

### Intermodalité
La gare possède une importante gare routière, qui en fait un point de convergence dans la vallée de Montmorency.
La gare est desservie par les lignes 1510, 1512 et 1514 du réseau de bus de la Vallée de Montmorency, par les lignes 30-11, 38-01, 38-04, 95-29 et CitéVal Ermont du réseau de bus Val Parisis, par la ligne 138 du réseau de bus RATP et, la nuit, par les lignes N148 et N154 du réseau Noctilien.

## Galeries de photographies

Vues à l'extérieur du bâtiment voyageurs
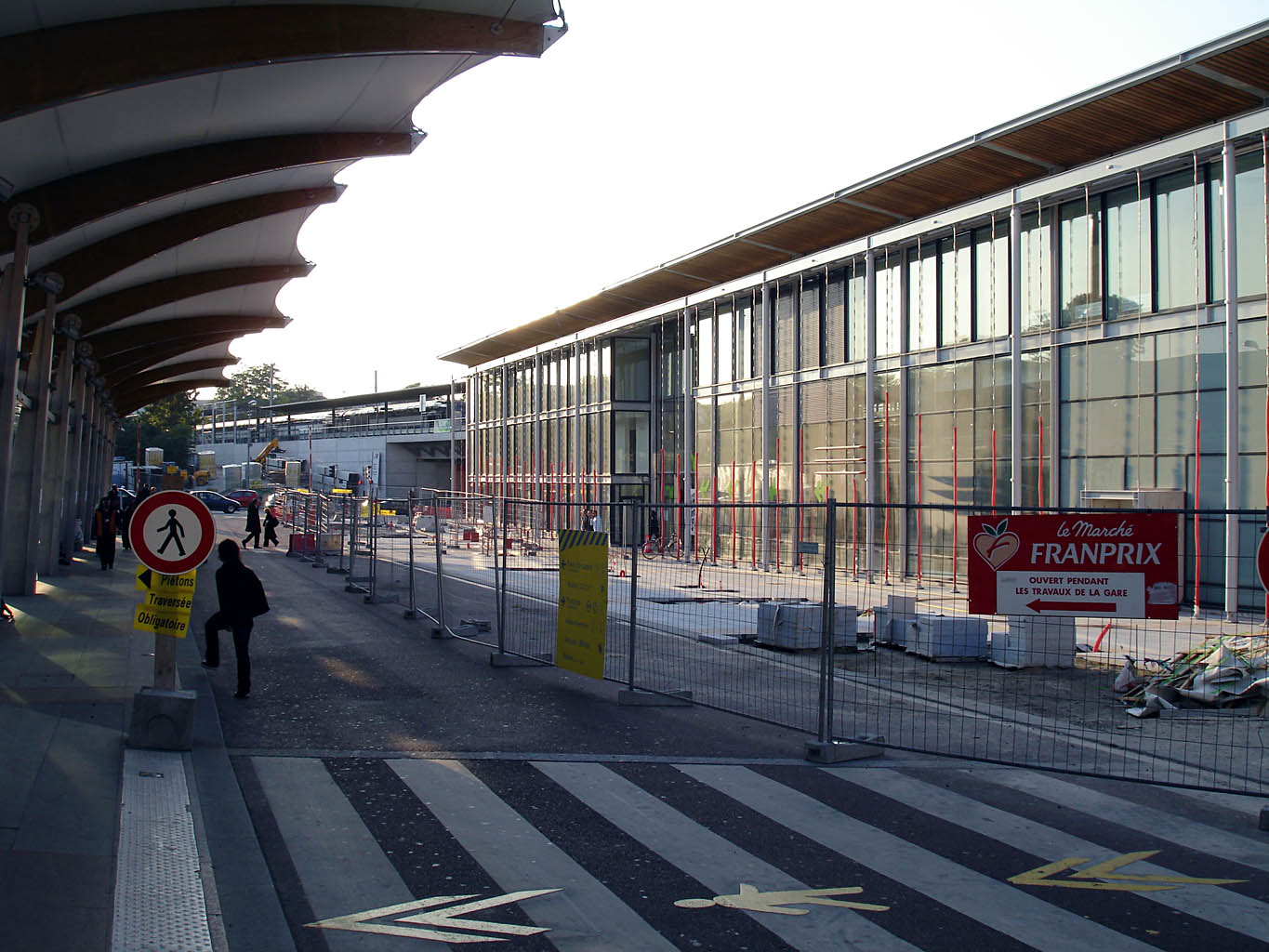
La façade sud du bâtiment voyageurs, côté gare routière.
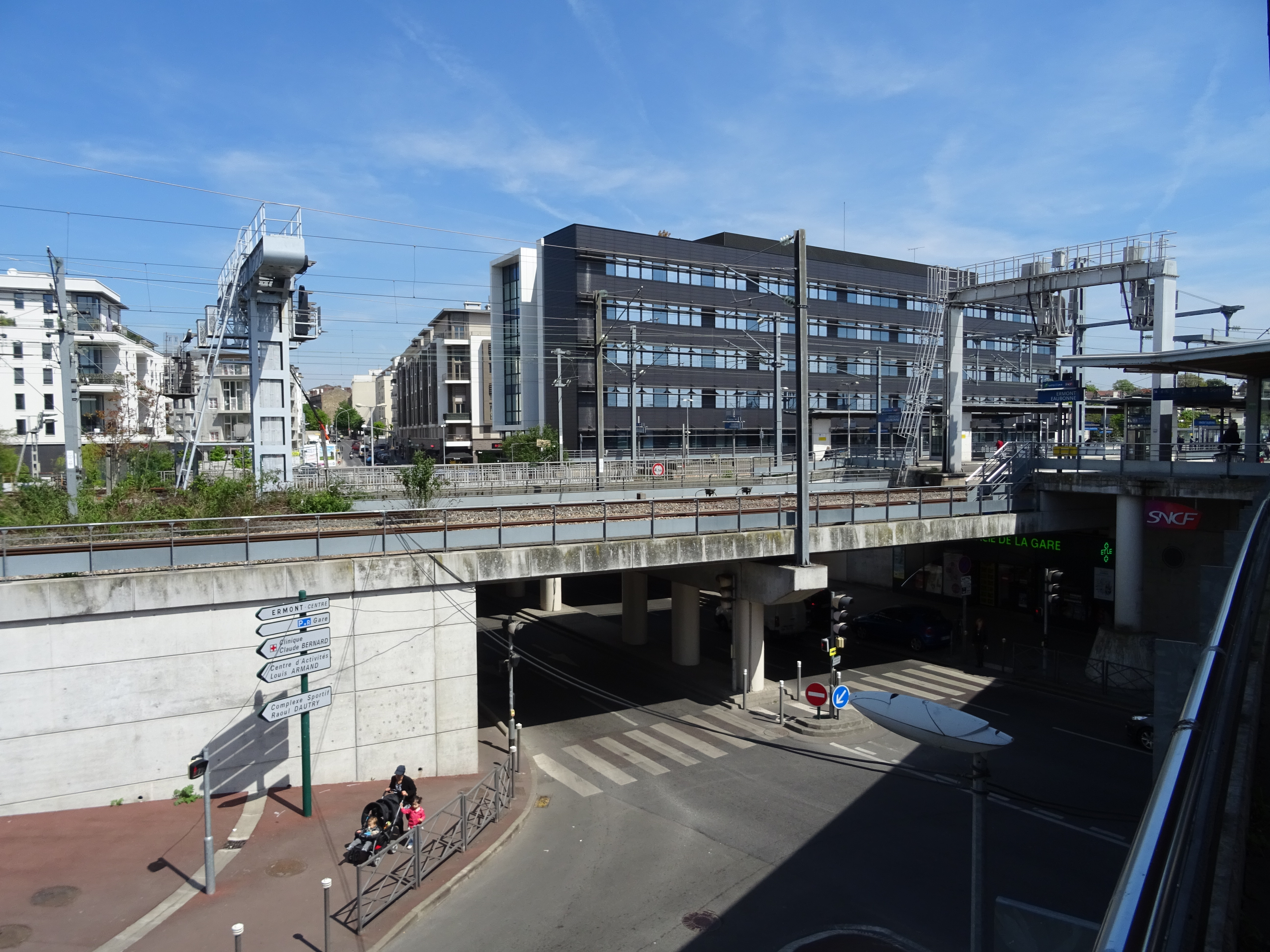
Les voies 1 à 6 vues vers Eaubonne.
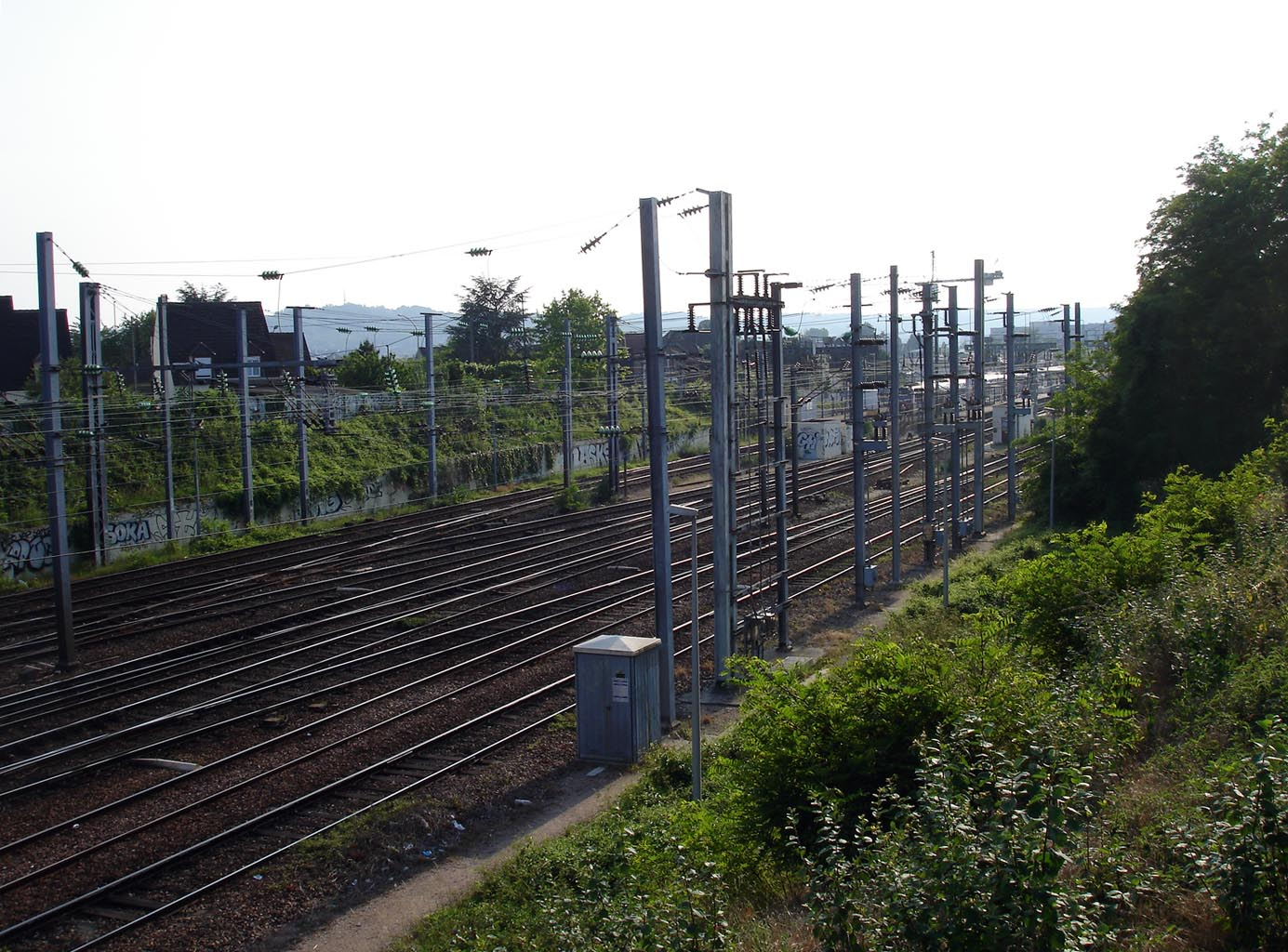
L'avant gare côté est.
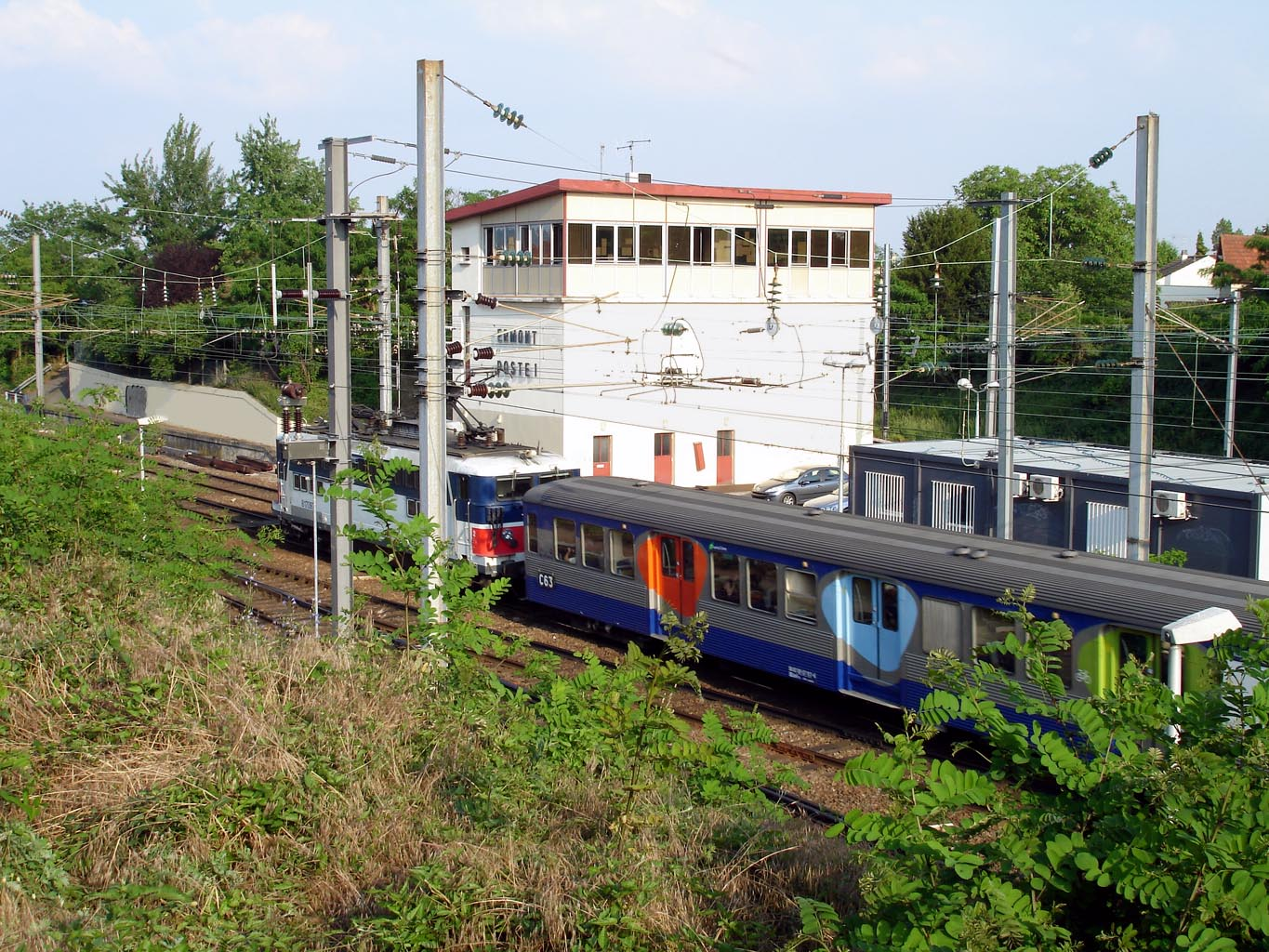
Le poste d'aiguillage 1 derrière une rame RIB venant de Paris-Nord.
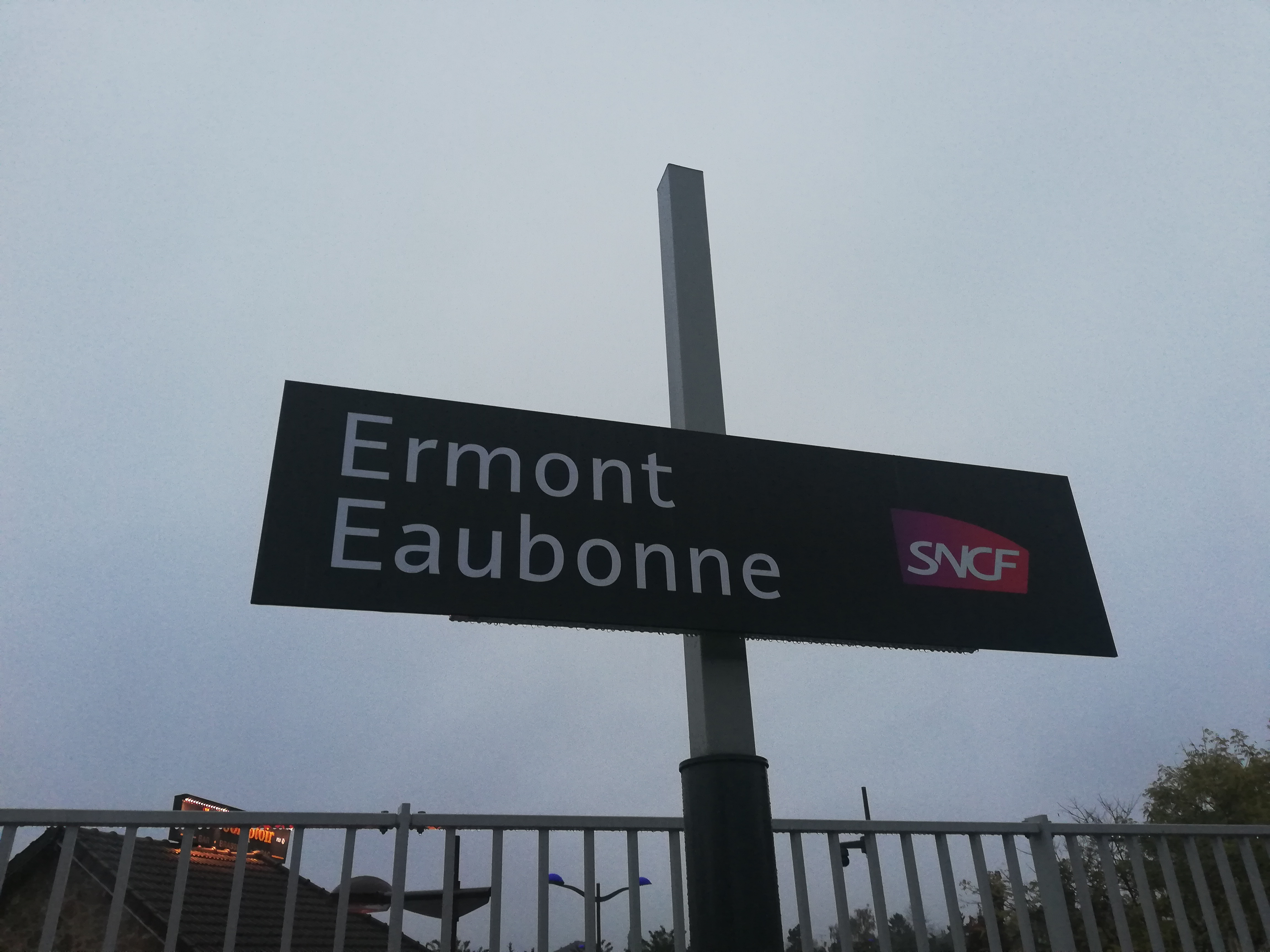
Plaque signalétique avec le nom de la gare.
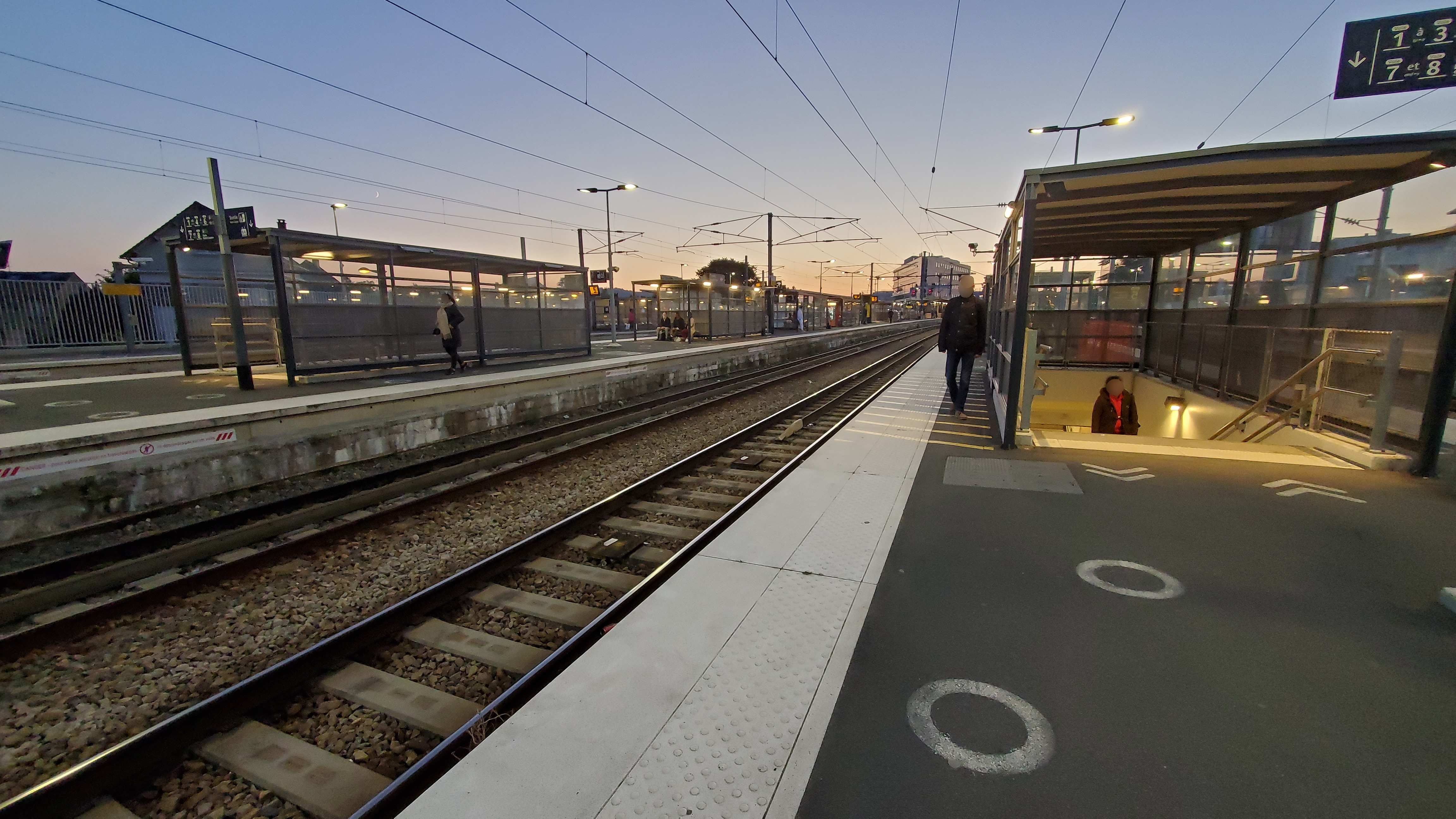
Quais le soir.

Vues de l'intérieur du bâtiment voyageurs
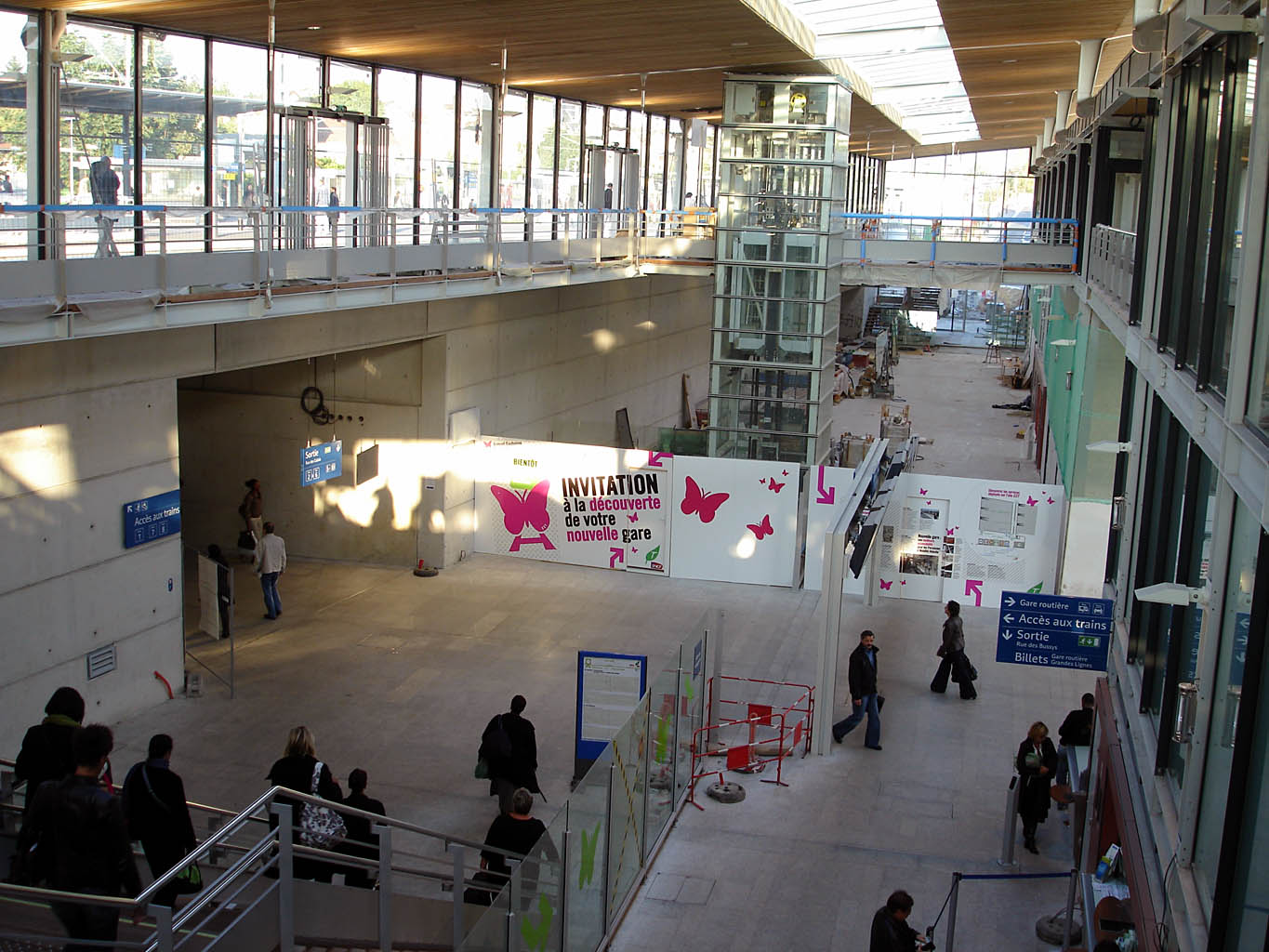
Vue générale du bâtiment voyageurs, vers l'est.
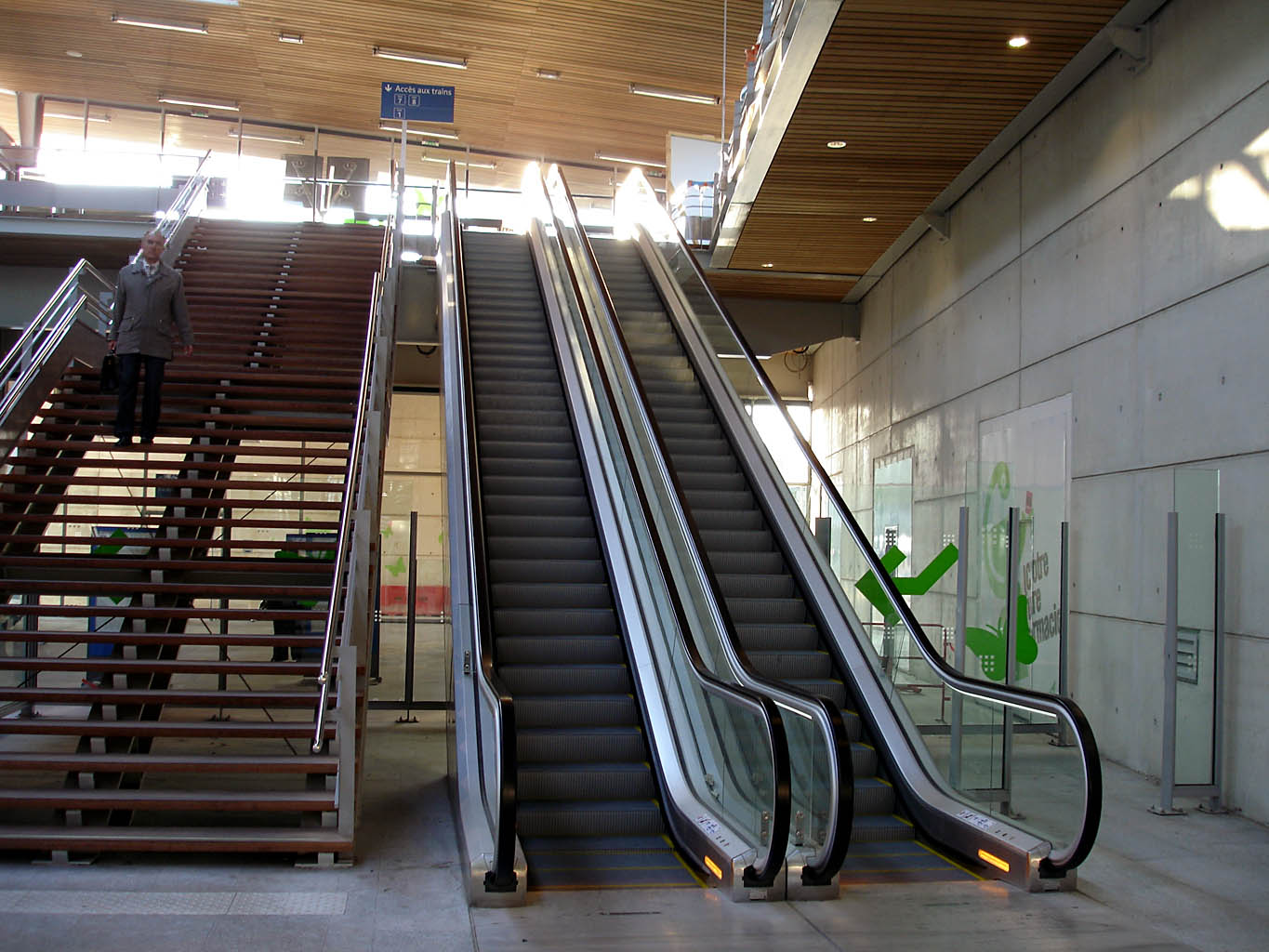
Escalators vers les voies 1, 7 et 8.
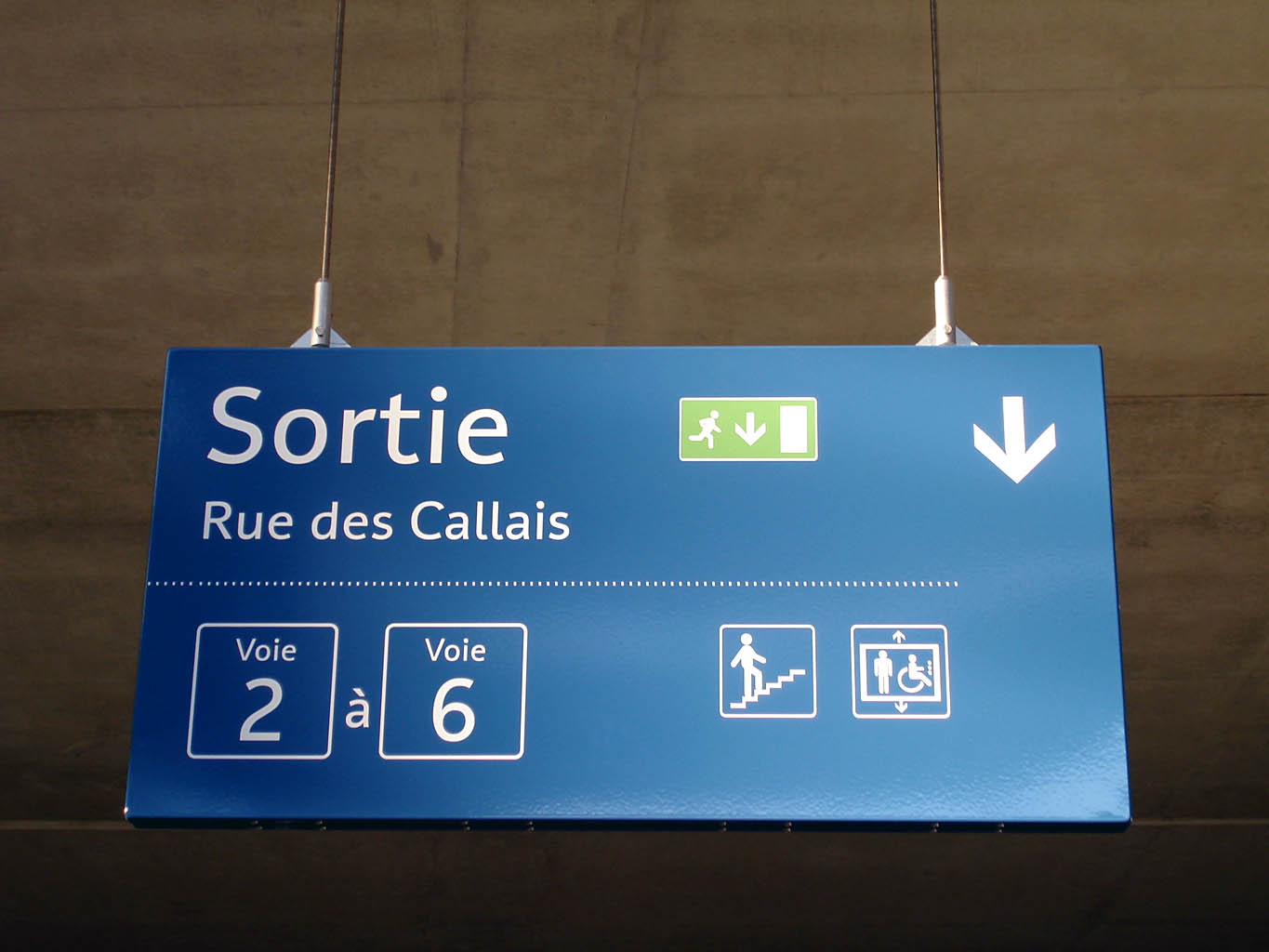
Panneau du souterrain d'accès aux quais.
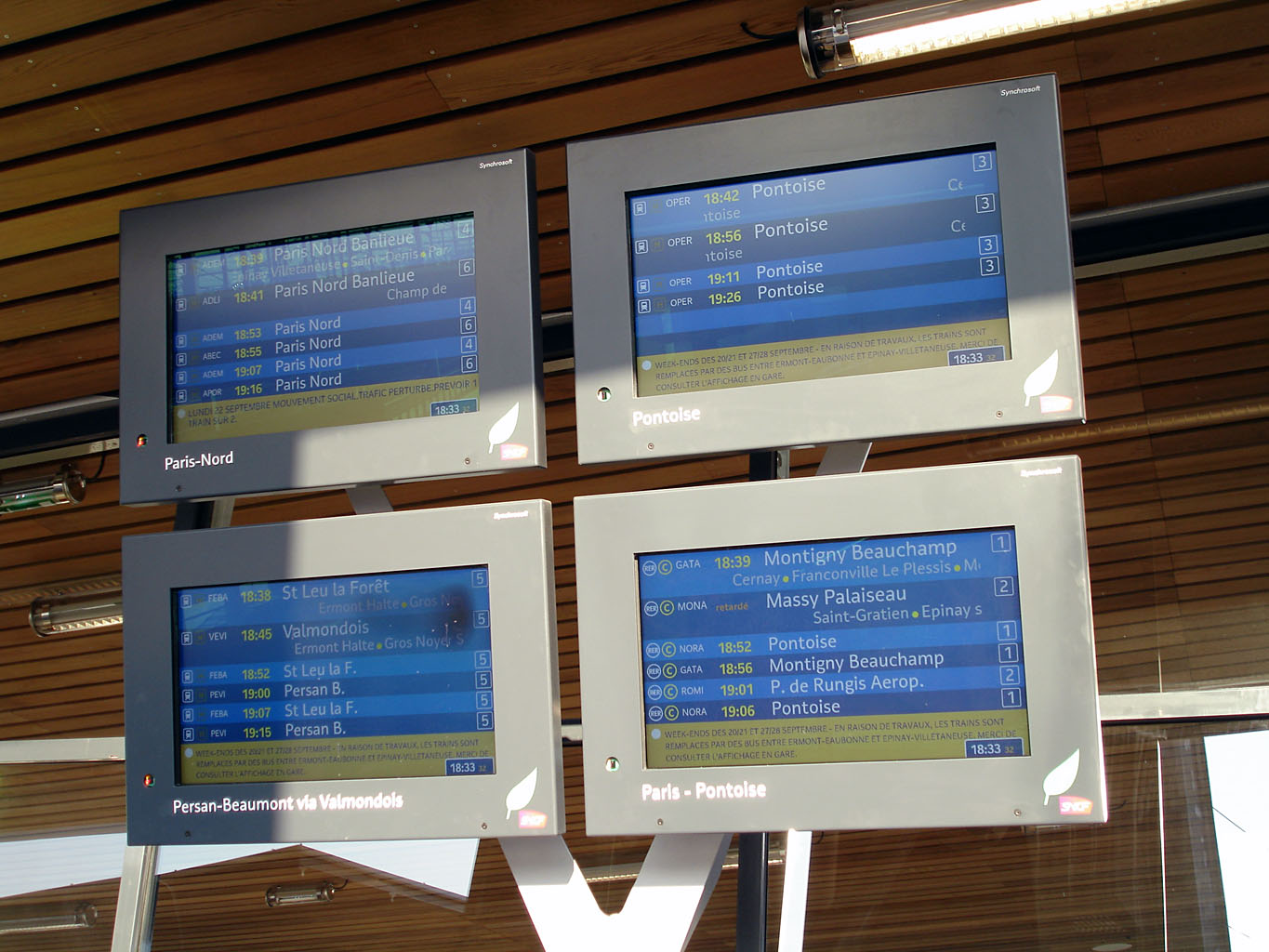
Tableau d'affichage des trains au départ.
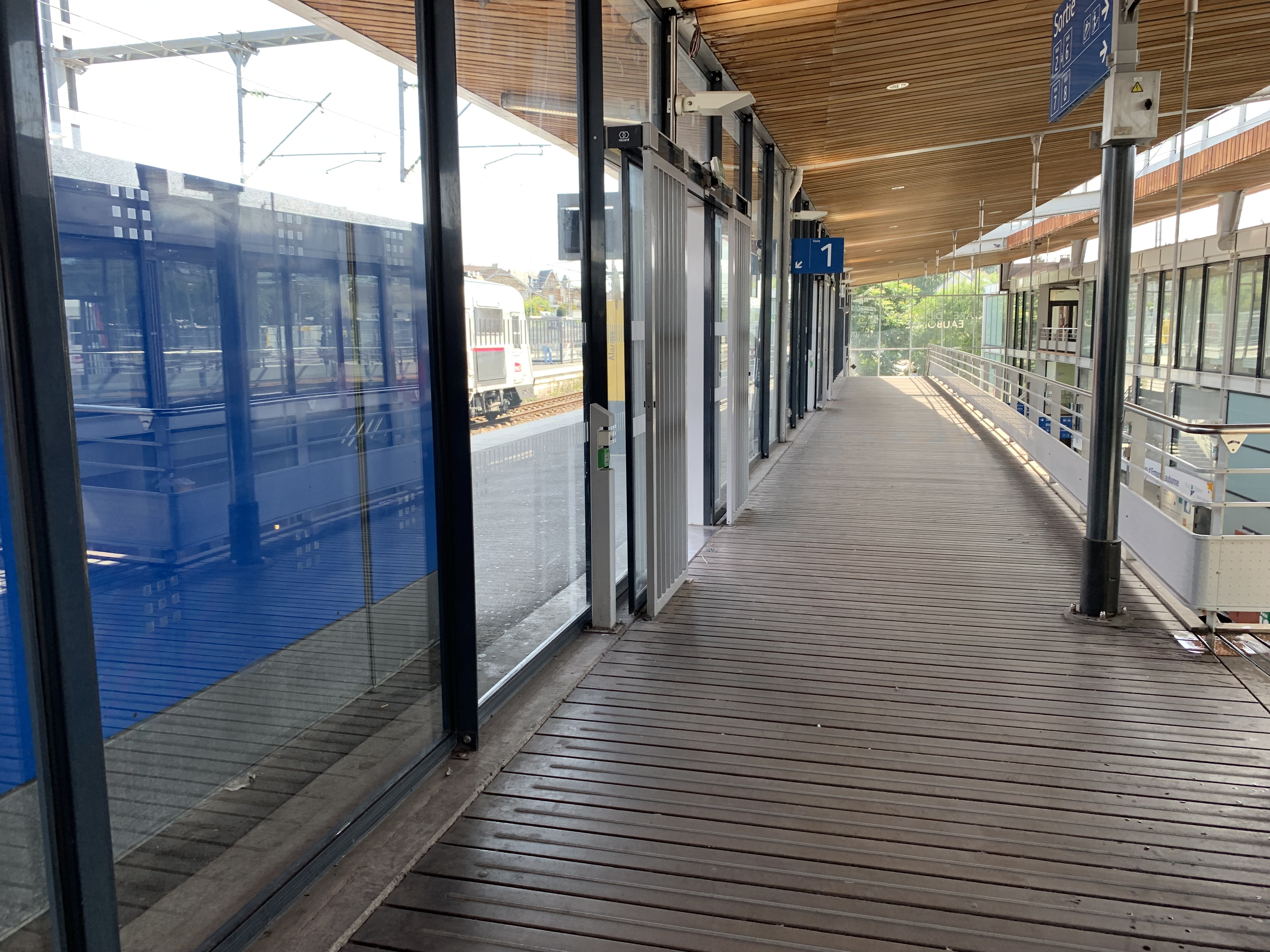
Accès à la voie 1.

### Projets
Elle pourrait ultérieurement (2040) être desservie par la ligne 19 du métro de Paris.

## Au cinéma
Une scène du film Le Fabuleux Destin d'Amélie Poulain se déroule à la gare d'Ermont - Eaubonne, au moment où Amélie (Audrey Tautou) rate le dernier train vers la gare du Nord et dort dans un Photomaton. Le tableau d'affichage est partiellement caché par un panneau « Trains au départ ». La maison du père d'Amélie se situe à proximité immédiate de la gare, rue des Callais à Eaubonne.
En 2011 dans le film RIF (Recherches dans l'intérêt des familles), la scène de la poursuite en gare de Valence TGV a été tourné dans la gare d'Ermont - Eaubonne.